# Josep Cervelló Autuori
Josep Cervelló Autuori (Barcelona, 1961) és un historiador català especialitzat en egiptologia. És professor agregat al departament de Ciències de l'Antiguitat i Edat Mitjana de la Universitat Autònoma de Barcelona, on ha impulsat l'Institut d'Estudis del Pròxim Orient Antic (IEPOA), centre referent de l'egiptologia en el marc hispànic. Així mateix, actualment és l'investigador principal de l'excavació hispano-egípcia de la necròpolis de Kom el-Khamasin, situada al sud de Saqqara.

## Trajectòria
Cervelló es llicencià en Filologia hispànica (1986) i en Geografia i Història posteriorment (1990). Així mateix, es va doctorar en Geografia i Història a la Universitat de Barcelona (1995) amb una tesi sobre la formació de la monarquia faraònica sota la direcció del catedràtic José Remesal Rodríguez. S'ha especialitzat en llengua jeroglífica, i més específicament en llengua egípcia clàssica i neoegípcia i en paleografia hieràtica, amb obres de referència com ara Escrituras, lengua y cultura en el Antiguo Egipto, publicat el 2016. Va fer estades d'investigació a diversos instituts de renom, com ara el Centre Nacional de la Recerca Científica (CNRS) francès, la Universitat d'Edimburg, al Museu de l'Home o l'Institut Français d'Archéologie Orientale a El Caire, i d'altres. Forma part del comitè científic del Butlletí de la Asociación Española de Egiptología.
Des del 1999 és professor d'egiptologia a la Universitat Autònoma de Barcelona on el Institut d'Estudis del Pròxim Orient Antic compta amb una de les poques titulacions oficials en egiptologia dels països de parla hispana. També ha estat docent a l'Institut Valencià d'Egiptologia, i la Universidad de Buenos Aires, entre d'altres. Fomenta la divulgació de l'egiptologia com ara per cursos en línia obert massiu a la plataforma Coursera o per un llibre infantil sobre què vol dir ésser egiptòleg.

## Obra[14]
- Escrituras, lengua y cultura en el antiguo Egipto, Universitat Autònoma de Barcelona, 2015 ISBN 978-84-941904-4-5.
- Sobre la formación de la civilización y la monarquía faraónicas. Un estudio sociológico e histórico-religioso, Universitat de Barcelona., 1996  ISBN 84-475-1226-6.
- África Antigua. El Antiguo Egipto, una civilización africana, Universitat Autònoma de Barcelona, 1996.
- Egipto y África. Aula Orientalis supplementa, Ausa Editorial.